# Ranch Hand hadművelet

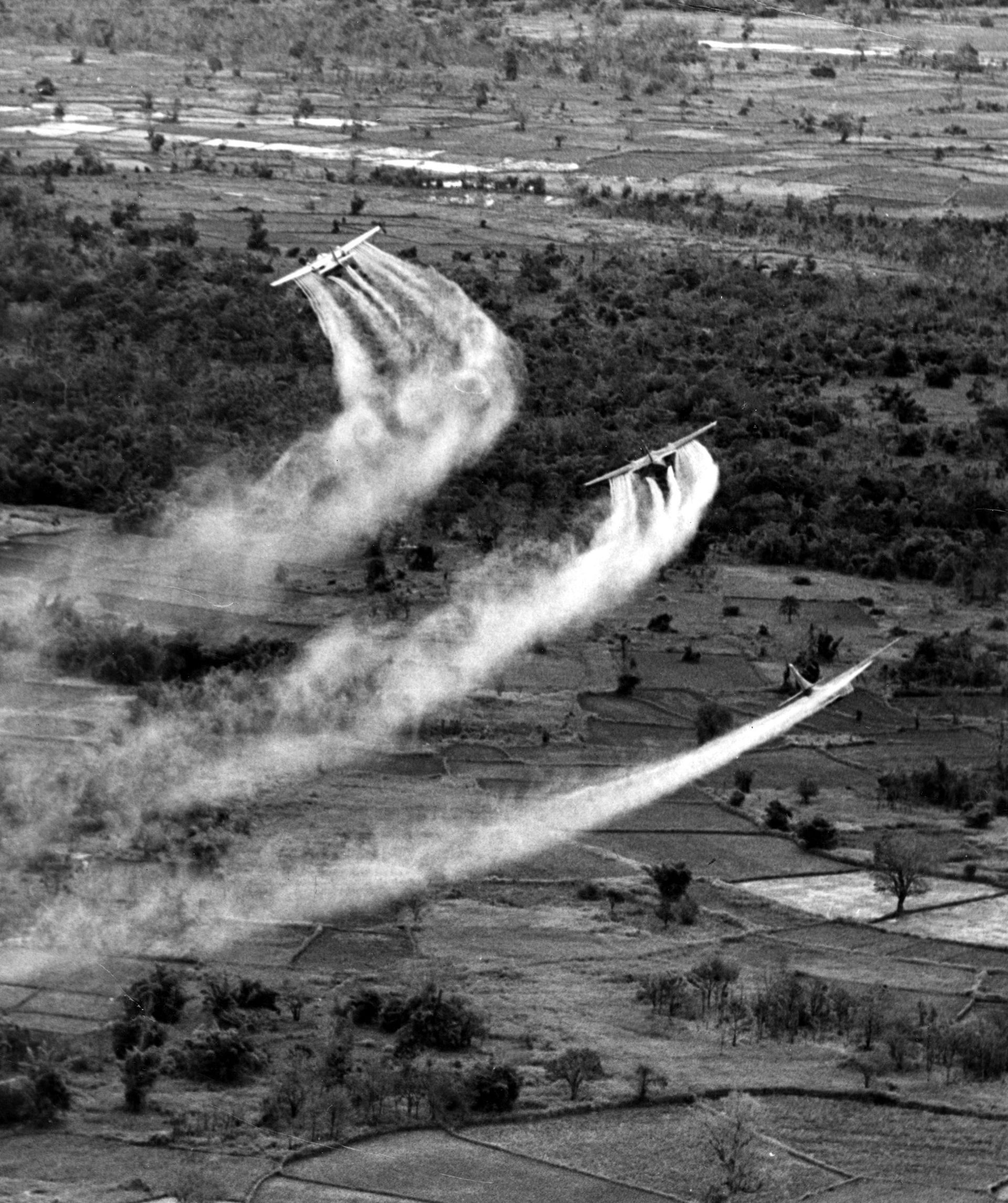
NövényzetpusztÍtó szert permetező amerikai UC–123 Provider típusú teherszállító repülőgépek a Ranch Hand hadművelet idején.

A Ranch Hand projekt, később hadművelet (magyarul Napszámos) egy amerikai részről indított lombtalanítási célú katonai akció volt a vietnámi háború során, amely hivatalosan 1962. január 7-étől 1970. május 9-éig tartott Dél-Vietnám, később Kambodzsa és Laosz területein is. Amerikai katonai szakértők a hadműveletet rendkívül sikeresnek és kis költségűnek találták, vietnámi propagandisták és a nemzetközi sajtó viszont vegyi hadviselésnek minősítették, amely szerintük még a mai napig is szedi áldozatait. 1969-ben az ilyen növényzetpusztító szereket alkalmazó katonai eljárásokat az ENSZ-Közgyűlés a vegyi hadviselések közé sorolta, ezért ezen szerek alkalmazását is nemzetközi tilalom alá vonták.

## Célja
A hadművelet célja az volt, hogy eltüntessék a főbb utak és utánpótlási vonalak mellől és felett a sűrű aljnövényzetet és a fák lombkoronáit, ezzel megelőzve, hogy az NFF-gerillák álcázott rajtaütéseket, csapatösszevonásokat és hadianyagok szállítását végezhessék, illetve az utánpótlási vonalak könnyebb felderítését is szolgálta. További feladatként határozták meg a partizánok által uralt vidékek élelmiszernövényeinek pusztítását is. A feladatot légi úton permet formájában kijuttatott vegyszerekkel kívánták végrehajtani, földközeli, 60–100 m-es magasságban végrehajtott repülések során.

## Története
A terv, majd a hadüzenetet követően a hadművelet végrehajtására több, az USA-ban is alkalmazott növényvédő szert jelöltek ki. Az eljárás lényege, hogy a nagy koncentrátumú vegyszer növénylevélre jutva azt elsorvasztja, "leégeti". Az eltérő permetanyagokat eltérő színű hordókban szállították Délkelet-Ázsiába. Ilyenek voltak a rózsaszín, a zöld, a bíbor, a kék,  a fehér és a narancs színű hordókban szállított vegyszerek. A legnagyobb publicitást a narancs színű hordóban tárolt ún. Agent Orange vegyszer aratta, hatóanyagának magas dioxintartalma miatt. Az Agent Blue vegyszerrel többségében a rizs- és maniokaültetvények deszikálását (mesterséges kiszárítását) végezték. A permetező bevetéseket elsősorban az légierő (USAF) végezte főként az e célból permetezőgéppé átalakított 50 db UC–123 Provider teherszállító repülőgépekkel (92%), majd később a hadsereg (US Army) helikopterei is bekapcsolódtak (8%), valamint 27 bevetést a Légierő F–4D gépei is teljesítettek felfüggeszthető tartályokkal 1969 első negyedében (januártól március végéig). A hadművelet alatt a maláriát okozó maláriaszúnyogokat is írtották.  A nemzetközi tiltakozás, majd az ENSZ-Közgyűlés határozata miatt az amerikai kormány az "Agent Orange" vegyszer szórását 1970. április 15-én, a többi lombtalanító vegyszer szórását pedig május 9-én állította le. A hadművelet teljesítésére létrehozott repülőszázadot július 17-én feloszlatták, az állományt a technikai eszközökkel együtt más egységekbe átsorolták. A század mindössze egy raja  (3-4 db gép) működött tovább, amely a következő 6 hónapban összesen 70 bevetésen végzett terményleszárítást az ellenséges területek felett. Az utolsó, 70. bevetést 1971. január 7-én teljesítették. A Hadsereg helikopterei is végeztek illegálisan permezetést az Agent Orange szerrel, de a dél-vietnámi főparancsnokság tudomásra jutását követően az a megmaradt szereket – kb. 25 000 hordónyit – egy telephelyre gyűjtette, ezzel megakadályozta, hogy az amerikaiak azokat bevessék. A mintegy 5,3 millió liternyi készlet teherhajókon való elszállítása 1972 áprilisáig tartott. A hordók a csendes-óceáni Johnston-atollra kerültek. Ide szállították azt a 15 500 hordónyi készletet is, amit a haditengerészet (US Navy) államokbeli Gulfport támaszpontján raktároztak. Az atollon felhalmozott vegyszerkészletet 1977-ben égették el a tengeren. Az USAF becslése szerint a szállítás, raktározás és megsemmisítés legalább 8 millió amerikai dollár-ba került. 1970 augusztusa és az amerikai csapatok 1973-as kivonása között az Hadsereg helikopterei a híresztelésekkel szemben nem Agent Orange, hanem "White" és "Blue" szerekkel végeztek szárító-permetezéseket a Mekong folyó deltájában.
1962 és 1973 között az amerikai repülőgépek körülbelül 72 millió liter herbicidet permeteztek ki körülbelül 1,6 millió hektár (16 000 km²) vietnámi területre. A vegyszerek felhasználásának részarányai: 60%-a Agent Orange (~41 millió liter), 30%-a Agent White és 10%-a Agent Blue. A vietnámi szakemberek becslése szerint a szárazföld belsejében fekvő erdők 12%-át, és a part menti mangrove erdők 40%-át legalább egyszer lepermetezték. Amerikai számadatok szerint a dél-vietnámi mangroveerdők 41%-át, a hegyvidéki dzsungelek 19%-át, a mezőgazdaságilag megművelt területek 8%-át permetezték le valamelyik vegyszerrel.

## Vegyszerek
A vegyszererek – de főként az "Orange" szer – egészségkárosító hatású dioxint tartalmaznak, melyek a nemzetközi sajtó szerint napjainkig éreztetik hatásukat. Ezeknek a  dioxinoknak tulajdonítják a lakosság körében időközben kialakult különböző rákos megbetegedéseket, gyermekkori testi torzulásokat, bőrbetegségeket, szellemi fogyatékosságokat stb. A dioxin negatív hatással van az immun-, az örökítő- és az idegrendszerre. A sajtóban felröppenő hírekben viszont nem veszik figyelembe azt, hogy a szerek alkalmazása során a kezelő- és töltőszemélyzet napi kapcsolatban volt a vegyi anyagokkal, napi rendszerességgel történt bőrfelületre való ömlés, illetve közvetlen belélegzés – ami a permet töménységének több százszorosa is lehet – későbbi kimutatható káros elváltozások nélkül. A sajtóban terjedő vádakat vizsgálandó az Egyesült Államokban 1969-től a 2000-es évek elejéig 427 állami és magánkezdeményezésű egészségügyi vizsgálat indult és zárult le, melyek költsége meghaladta a 280 millió USD-t. A vizsgálatok során több is akadt, amely több évtizeden keresztül zajlott. A különféle laboratóriumokban végzett kutatások során azonban az esetek kevesebb mint 5%-ában tudtak valamilyen távoli kapcsolatot kimutatni a kóros elváltozások és az Agent Orange permetezőszer között. Ezért az USA nem ismeri el felelősségét és elutasítja azokat a vádakat, melyek szerint az Agent Orange bevetésével vegyifegyvert alkalmazott volna, hiszen a bevetett szerek szerintük nem okoznak azonnali sérülést vagy halált.